# El primer ministro
El Primer Ministro es el nombre del tercer álbum de estudio del cantante de música regional mexicana, Gerardo Ortiz. El álbum fue lanzado el 25 de septiembre de 2012 por DEL Records.

## Lista de canciones
Todas las canciones escritas y compuestas por Gerardo Ortiz a excepción de «Don Chalo» y «Mañana voy a conquistarla» compuestas por Jesús Chairez.. 
| Edición estándar |                                        |          |  |
| N.º              | Título                                 | Duración |  |
| 1.               | «El primer ministro (Corrido)»         | 1:52     |  |
| 2.               | «Dámaso (Corrido)»                     | 2:39     |  |
| 3.               | «Pregúntame (Ranchera)»                | 2:02     |  |
| 4.               | «De parranda (Corrido)»                | 2:45     |  |
| 5.               | «Sólo vine a despedirme (Ranchera)»    | 2:31     |  |
| 6.               | «La moneda (Corrido)»                  | 3:09     |  |
| 7.               | «Don Chalo (Corrido)»                  | 1:52     |  |
| 8.               | «Sueño de amor (Ranchera)»             | 2:20     |  |
| 9.               | «Soy Caro (Corrido)»                   | 2:19     |  |
| 10.              | «El beso más largo (Ranchera)»         | 2:30     |  |
| 11.              | «Soy sinaloense (Corrido)»             | 1:49     |  |
| 12.              | «Mañana voy a conquistarla (Ranchera)» | 2:24     |  |
| 28:12            |                                        |          |  |

| Edición especial |                                  |          |  |
| N.º              | Título                           | Duración |  |
| 13.              | «Días de noche (Corrido)»        | 2:32     |  |
| 14.              | «Que te llore el cielo (Balada)» | 3:29     |  |
| 15.              | «Soy de Durango (Corrido)»       | 2:39     |  |
| 16.              | «Duele el corazón (Balada)»      | 2:37     |  |
| 17.              | «Olvido (Balada)»                | 3:56     |  |
| 18.              | «El compa Ray (Corrido)»         | 2:19     |  |
| 45:43            |                                  |          |  |

## Premios y nominaciones
El álbum El primer ministro y sus sencillos fueron nominado y galardonado en algunas ceremonias de premiación:
| Año  | Ceremonia de premiación      | Premio                                                      | Resultado | Ref.  |
| ---- | ---------------------------- | ----------------------------------------------------------- | --------- | ----- |
| 2013 | Premios Grammy               | Mejor álbum de música regional mexicana (incluyendo tejano) | Nominado  | [ 3 ] |
| 2013 | Premios Juventud             | Lo toco todo                                                | Nominado  | [ 4 ] |
| 2014 | Billboard Latin Music Awards | Canción regional mexicano del año («Dámaso»)                | Nominado  | [ 5 ] |